# Campeonato Mundial de Halterofilia de 1905
En 1905 se celebraron tres ediciones del Campeonato Mundial de Halterofilia.

## Torneo 1
El VI Campeonato Mundial de Halterofilia se celebró en Berlín (Alemania) entre el 8 y el 10 de abril de 1905 bajo la organización de la Federación Internacional de Halterofilia (IWF) y la Federación Alemana de Halterofilia.
En el evento participaron 41 halterófilos de 4 federaciones nacionales afiliadas a la IWF.

### Medallistas
| Evento  | Oro                       | Plata                      | Bronce                |
| ------- | ------------------------- | -------------------------- | --------------------- |
| 67,5 kg | Nikolaus Winkler Alemania | Albert Hansen Alemania     | Paul Grimm Alemania   |
| 80 kg   | Otto Walther Alemania     | Josef Lindinger Alemania   | Edmund Danzer Austria |
| +80 kg  | Josef Steinbach Austria   | Karl Witzelsberger Austria | Franz Pitka Austria   |

## Torneo 2
El VII Campeonato Mundial de Halterofilia se celebró en Duisburgo (Alemania) entre el 11 y el 13 de junio de 1905 bajo la organización de la Federación Internacional de Halterofilia (IWF) y la Federación Alemana de Halterofilia.
En el evento participaron 7 halterófilos de 2 federaciones nacionales afiliadas a la IWF.

### Medallistas
| Evento | Oro                     | Plata                     | Bronce               |
| ------ | ----------------------- | ------------------------- | -------------------- |
| +80 kg | Josef Steinbach Austria | Heinrich Neuhaus Alemania | Alois Selos Alemania |

## Torneo 3
El VIII Campeonato Mundial de Halterofilia se celebró en París (Francia) los días 16 y 30 de diciembre de 1905 bajo la organización de la Federación Internacional de Halterofilia (IWF) y la Federación Francesa de Halterofilia.
En el evento participaron 16 halterófilos de 2 federaciones nacionales afiliadas a la IWF.

### Medallistas
| Evento  | Oro                      | Plata                       | Bronce                    |
| ------- | ------------------------ | --------------------------- | ------------------------- |
| 67,5 kg | Pierre Buisson Francia   | Charles Liébault Francia    | Marcel Bouteiller Francia |
| 80 kg   | André Dufour Francia     | Michel Blayac Francia       | Roger Morbu Francia       |
| +80 kg  | Émile Schweitzer Francia | Jean-Pierre Péchaud Francia | Gustave Laqueille Francia |

## Medallero total
| Núm. | País     | Oro | Plata | Bronce | Total |
| ---- | -------- | --- | ----- | ------ | ----- |
| 1    | Francia  | 3   | 3     | 3      | 9     |
| 2    | Alemania | 2   | 3     | 2      | 7     |
| 3    | Austria  | 2   | 1     | 2      | 5     |
|      | TOTAL    | 7   | 7     | 7      | 21    |